# جسم فیزیکی
در فیزیک، یک جسم فیزیکی یا شی فیزیکی (گاهی به‌سادگی جسم یا شی یا برآخت گویند) مجموعه‌ای جرم است که یکی گرفته می‌شود. برای نمونه یک تکه سنگ را می‌توان یک جسم فرض کرد، هرچند که از اجزای کوچک‌تری تشکیل شده‌است. بنا به مفهومی رایج، یک جسم فیزیکی در جهان، گسترده است، به این معنا که فضا اشغال می‌کند، هرچند برخی نظریات در مکانیک کوانتوم و کیهان‌شناسی این باور را به چالش می‌کشند.

## جسم در مکانیک کلاسیک و مکانیک کوانتومی و کیهان‌شناسی
همچنین ببینید: مکانیک کلاسیک ٬ مکانیک کوانتومی ٬ ذرات بنیادی
یک جسم را می‌شود با نظریه‌های مکانیک کلاسیک یا مکانیک کوانتومی توصیف کرد. این توصیف شامل یافتن اطلاعات در مورد مکان جسم است. در فیزیک کلاسیک یک جسم فیزیک نه تنها دارای انرژی ٬ بلکه دارای جرم است٬ سه بعد دارد٬ مسیر آن در فضا مشخص است و برای مدت مشخصی از زمان وجود دارد. اما در مکانیک کوانتومی و کیهان‌شناسی ٬ نظریاتی مبتنی بر اینکه ذرات بنیادی جسم نیستند و فقط یک نقطه بدون گستردگی در سه‌بعد در فضا در فضازمان هستند یا اینکه در حداقل یک بعد در فضا٬ گسترده هستند (مانند نظریه ریسمان) وجود دارد.

## نوشتار مرتبط
- جسم صلب
- جسم شکل‌پذیر
- برنامه‌نویسی شیءگرا